# Штрас-ін-Штаєрмарк
Штрас-ін-Штаєрмарк (нім. Straß in Steiermark) —  громада в окрузі Лайбніц австрійської федеральної землі Штирія.

### Сусідні громади
| Вагна                         | Габерсдорф         | Санкт-Файт-ін-дер-Зюдштаєрмарк |
| Еренгаузен-ан-дер-Вайнштрассе | Розташування       | Мурек Зюдостштайєрмарк         |
| Кунгота (Словенія)            | Шентиль (Словенія) |                                |